# Transformation of Mind
Transformation of Mind è il quinto album in studio di Christopher Franke, pubblicato l'11 novembre 1997 dalla Earthone Records.
Si tratta ad oggi dell'ultimo lavoro in studio di Franke: da quest'album in poi, infatti, egli si è concentrato sull'attività di compositore di colonne sonore. All'album hanno collaborato lo scrittore Deepack Chopra e il fotografo Bruce Heineman: il primo, sovrapponendosi alla musica leggendo alcuni passi provenienti dal suo libro Unconditional Life, il secondo con alcune fotografie poi incluse nell'album.

## Tracce
Testi di Deepack Chopra, musiche di Christopher Franke.
1. Mind Space – 4:34
2. Lens of Perception – 5:38
3. Glory of Life – 5:10
4. Change the World – 4:23
5. Unconditional Love – 6:35
6. Object or Referral – 5:22
7. Magical Thinking – 4:12
8. All Pervasive – 5:28
9. The Natural Scheme of Things – 3:47

## Musicisti
- Christopher Franke - tutti gli strumenti
- Berlin Symphonic Orchestra - orchestrazioni
- Alan Wagner - direttore d'orchestra
- Deepack Chopra - voce narrante